# アリススプリングス
アリススプリングス（Alice Springs）は、オーストラリアのノーザンテリトリー（北部準州）にある都市。単に「The Alice」とも呼ばれる。人口は2万6534人（2018年）で、北部準州では首府のダーウィンに次ぎ2番目に人口が多い。古くからこの地に居住してきたアボリジニのアレント（Arrente）族は、この地をムバーントゥワ（Mparntwe）と呼んでいる。

## 歴史

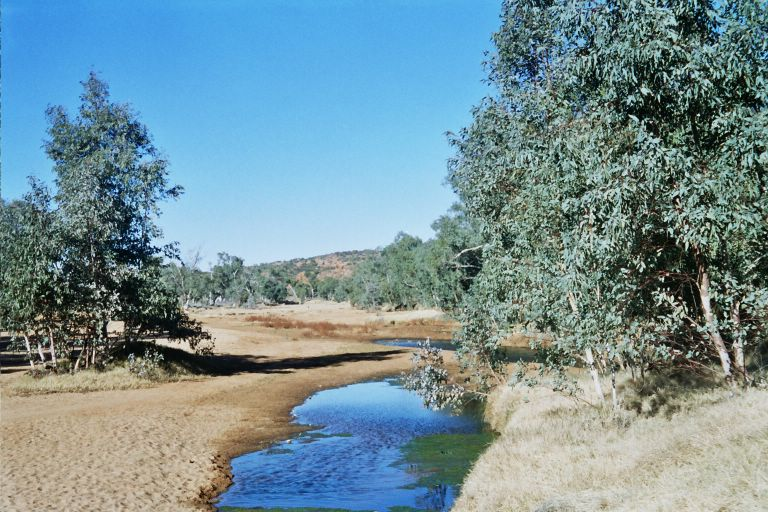
町の名前の由来となった湧き水。

当初はスチュアート（Stuart）と名付けられ、オーストラリア大陸の奥地、いわゆる「アウトバック」における、南北交通の拠点として建設された。スチュアートにはアウトバック最大の電信中継所が設けられ、これはロンドンからシドニーまでを繋ぐ遠大な電報網の重要な基地であった。この電信中継所のすぐ傍に湧き水が見られた。この湧き水は、南オーストラリア州（当時北部準州は南オーストラリア州が管轄していた）電信監督官であったチャールズ・トッド（Charles Todd）の妻アリス・トッド（Alice Todd）にちなんで、アリススプリングスと名付けられた。電信中継所もアリススプリングスを名乗ったため、次第にスチュアートよりもアリススプリングスが一般的な呼称となっていった。1929年にアデレードからの鉄道がスチュアートに達し、駅が既存市街地の南部に設けられたため街自体も南側に移動した。この結果、電信中継所の周囲は公園として整備し、電信中継所の建物は博物館として保存したものの、市街地はアリススプリングス（湧き水）からは離れた。それでも、この名を街の名前として使う住民が多く、議論の末、1933年には正式にスチュアートはアリススプリングスに名称変更された。ただ、アデレードからアリススプリングスを通ってダーウィンに至る道路は、現在もスチュアート・ハイウェイ（Stuart Highway）と呼ばれている。また町の通りの1本にも、スチュアート・テラス（Stuart Terrace）と名前が残っている。
なお、アリススプリングスにはRegency Museum of Aborigines and Northan Territoryと言う、歴史に関する公営の博物館も設置されている。

## 地理・交通
南回帰線のわずかに南、オーストラリア大陸のほぼ中央に位置するため、海から800 km近く離れており、ダーウィン・アデレードといった大都市からもそれぞれ1431 km・1535 km離れており、地理的に隔絶されている。マクドネル山地の東側に形成された町で、市街地をトッド川（Todd River）が貫流している。ウルル（エアーズロック）やカタ・ジュタで知られるウルル=カタ・ジュタ国立公園への観光拠点として利用される。現在はアデレードとダーウィンを結び「ザ・ガン」号が運転されている大陸縦断鉄道の途中駅の1つである。しかし、大陸縦断鉄道が2004年に全通するまでは、この路線の北の終点であり、鉄道と自動車交通の接点であった。なお、市街地中心部から南に14 km程行った場所にはアリス・スプリングス空港が設置されており、オーストラリア国内主要都市との空路が結ばれている。

### 気候
| アリススプリングス（1941 - 2012）の気候 | アリススプリングス（1941 - 2012）の気候 | アリススプリングス（1941 - 2012）の気候 | アリススプリングス（1941 - 2012）の気候 | アリススプリングス（1941 - 2012）の気候 | アリススプリングス（1941 - 2012）の気候 | アリススプリングス（1941 - 2012）の気候 | アリススプリングス（1941 - 2012）の気候 | アリススプリングス（1941 - 2012）の気候 | アリススプリングス（1941 - 2012）の気候 | アリススプリングス（1941 - 2012）の気候 | アリススプリングス（1941 - 2012）の気候 | アリススプリングス（1941 - 2012）の気候 | アリススプリングス（1941 - 2012）の気候 |
| 月                                      | 1月                                     | 2月                                     | 3月                                     | 4月                                     | 5月                                     | 6月                                     | 7月                                     | 8月                                     | 9月                                     | 10月                                    | 11月                                    | 12月                                    | 年                                      |
| --------------------------------------- | --------------------------------------- | --------------------------------------- | --------------------------------------- | --------------------------------------- | --------------------------------------- | --------------------------------------- | --------------------------------------- | --------------------------------------- | --------------------------------------- | --------------------------------------- | --------------------------------------- | --------------------------------------- | --------------------------------------- |
| 最高気温記録 °C （°F）                  | 45.2 (113.4)                            | 44.7 (112.5)                            | 42.2 (108)                              | 39.9 (103.8)                            | 35.0 (95)                               | 31.6 (88.9)                             | 31.6 (88.9)                             | 35.2 (95.4)                             | 38.8 (101.8)                            | 41.7 (107.1)                            | 43.0 (109.4)                            | 44.2 (111.6)                            | 45.2 (113.4)                            |
| 平均最高気温 °C （°F）                  | 36.4 (97.5)                             | 35.0 (95)                               | 32.6 (90.7)                             | 28.2 (82.8)                             | 23.0 (73.4)                             | 19.8 (67.6)                             | 19.7 (67.5)                             | 22.6 (72.7)                             | 27.2 (81)                               | 30.9 (87.6)                             | 33.6 (92.5)                             | 35.4 (95.7)                             | 28.7 (83.7)                             |
| 平均最低気温 °C （°F）                  | 21.5 (70.7)                             | 20.7 (69.3)                             | 17.5 (63.5)                             | 12.6 (54.7)                             | 8.2 (46.8)                              | 5.0 (41)                                | 4.1 (39.4)                              | 6.0 (42.8)                              | 10.3 (50.5)                             | 14.8 (58.6)                             | 17.8 (64)                               | 20.2 (68.4)                             | 13.2 (55.8)                             |
| 最低気温記録 °C （°F）                  | 10.0 (50)                               | 8.5 (47.3)                              | 6.1 (43)                                | 1.4 (34.5)                              | −2.7 (27.1)                             | −6.0 (21.2)                             | −7.5 (18.5)                             | −4.1 (24.6)                             | −1.0 (30.2)                             | 1.3 (34.3)                              | 3.5 (38.3)                              | 9.3 (48.7)                              | −7.5 (18.5)                             |
| 雨量 mm （inch）                        | 38.8 (1.528)                            | 44.3 (1.744)                            | 32.4 (1.276)                            | 16.5 (0.65)                             | 18.8 (0.74)                             | 14.0 (0.551)                            | 15.2 (0.598)                            | 9.3 (0.366)                             | 8.5 (0.335)                             | 21.7 (0.854)                            | 28.9 (1.138)                            | 37.1 (1.461)                            | 285.9 (11.256)                          |
| 平均降雨日数                            | 4.7                                     | 4.7                                     | 3.3                                     | 2.1                                     | 3.1                                     | 2.8                                     | 2.7                                     | 2.0                                     | 2.3                                     | 4.6                                     | 5.6                                     | 5.7                                     | 43.6                                    |
| % 湿度                                  | 22                                      | 25                                      | 24                                      | 26                                      | 33                                      | 35                                      | 32                                      | 25                                      | 21                                      | 19                                      | 19                                      | 21                                      | 25                                      |
| 平均月間日照時間                        | 319.3                                   | 274.4                                   | 297.6                                   | 285.0                                   | 263.5                                   | 252.0                                   | 282.1                                   | 303.8                                   | 300.0                                   | 310.0                                   | 303.0                                   | 310.0                                   | 3,500.7                                 |
| 出典：Australian Bureau of Meteorology  |                                         |                                         |                                         |                                         |                                         |                                         |                                         |                                         |                                         |                                         |                                         |                                         |                                         |

## 産業

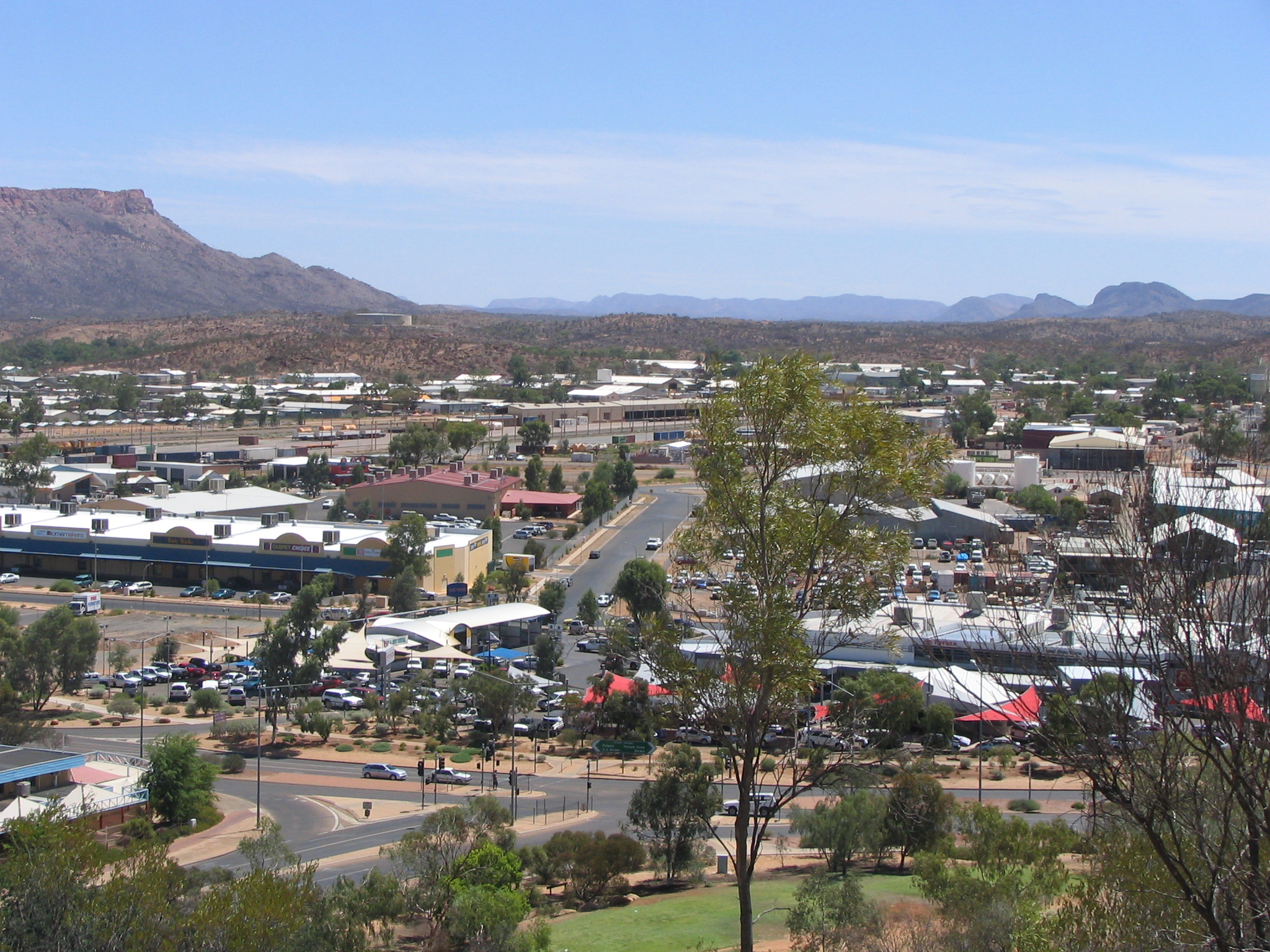
アリススプリングスの街並み

アリススプリングスの主要産業は観光業である。アウトバック各地へ訪れる際の拠点として利用されるだけでなく、アリススプリングス自体にも多くの見所がある。ロイヤルフライングドクターサービスの基地や、無線で授業を行うスクールオブジエアーの発信所なども置かれており、アウトバックの生活を支える重要な拠点でもある。またアメリカ合衆国とオーストラリアで保有している、パインギャップと呼ばれる軍事衛星の管理施設もある。

## 舞台になった作品
- 1994年の映画『プリシラ』及びそのミュージカル舞台版は、アリススプリングスへの旅を題材としている。
- 世界の中心で、愛をさけぶ - 片山恭一の青春恋愛小説であり、ウルルへの旅がストーリー上のキーポイントである。
- 機動戦士ガンダム外伝 コロニーの落ちた地で… - 『ガンダムシリーズ』の外伝にあたるゲーム作品。敵であるジオン軍が当地に駐屯している。
- 餓狼伝説2、餓狼伝説SPECIAL - SNKの対戦格闘ゲームのキャラクターのビッグベア（オーストラリア人設定）のステージが当地である。
- イギリスのBBCのテレビ番組（ナショナルジオグラフィック）『カンガルー・ダンディー』 - アリススプリングスに住むマッチョなアカカンガルー、ロジャーを扱った[4]。